# Renoul de Monteruc

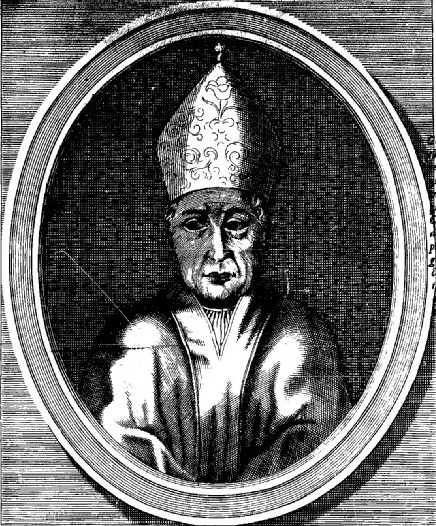
Ranulphus de Monteruc (Bildnis um 1693)

Renoul de Monteruc (latinisiert Ranulphus de Monteruc; * um 1351 in Sadroc in Frankreich; † 15. August 1382 in Rom) war ein französischer Theologe und Priester. Er war Kardinal der katholischen Kirche.

## Leben
Der Großneffe von Papst Innozenz VI. und Neffe des Kardinals Pierre de Monteruc studierte an der Universität Montpellier, wo er auch den Doktortitel für Kirchenrecht erwarb. Als Domherr der Kathedrale in Tournai wurde er am 16. Januar 1370 zum Bischof von Sisteron ernannt. Papst Urban VI. kreierte ihn am 18. September 1378 zum Kardinalpriester von Santa Pudenziana und ernannte ihn zum Leiter der päpstlichen Kanzlei.
Er starb 1382 in Rom und wurde in der Kirche Santa Pudenziana, seiner Titelkirche, beigesetzt.